# Ralf Lübke
Ralf Lübke   (Mülheim del Ruhr, 17 de juny de 1965) és un atleta alemany, ja retirat, especialista en curses de velocitat, que va competir sota bandera de la República Federal Alemanya durant la dècada de 1980.
El 1984 va prendre part en els Jocs Olímpics d'Estiu de Los Angeles, on va disputar tres proves del programa d'atletisme. En els 200 metres i els 4x400 metres finalitzà en cinquena posició, mentre en els 100 metres quedà eliminat en sèries. Quatre anys més tard, als Jocs de Seül, va disputar dues proves del programa d'atletisme. En els 4x400 metres, formant equip amb Norbert Dobeleit, Edgar Itt i Jörg Vaihinger va guanyar la medalla de bronze, mentre en els 200 metres quedà eliminat en semifinals.
En el seu palmarès també destaca una medalla de plata, en els 4x400 metres, al Campionat d'Europa d'atletisme de 1986 i una de bronze en els 400 metres al Campionat d'Europa en pista coberta de 1988. A nivell nacional guanyà el Campionat d'Alemanya dels 100 metres el 1984, dels 200 metres el 1984, 1986, 1986 i 1988 i dels 400 metres el 1986 i 1988. En pista coberta guanyà el campionat alemany dels 200 metres el 1983, 1984, 1985 i 1986.
Una vegada retirat va estudiar administració d'empreses i va treballar a la companyia química Bayer.

## Millors marques
- 100 metres llisos. 10.42" (1984)
- 200 metres llisos. 20.38" (1985)
- 400 metres llisos. 44.98" (1986)[1][6][7]